# Chris Woolgar
Chris Woolgar – brytyjski historyk, profesor, specjalizujący się w historii życia codziennego.
Absolwent uniwersytetów w Southampton i Durham, przez pewien czas pracował w Oksfordzie. Po powrocie do Southampton w 1982 zajął się opracowaniem spuścizny pierwszego księcia Wellington. Obecnie wykładowca na University of Southampton.
Autor m.in. książek The great household in late medieval England (1999) i The senses in late medieval England (2006).